# Anna Drahá
Anna Drahá, rozená Nováková, (20. června 1890 Sovínky – 31. srpna 1975 Nová Ves nad Nisou) byla česká dělnická spisovatelka, představitelka socialistického realismu, která popisovala třídní boje a národnostní poměry na Jablonecku.

## Životopis
Anna Drahá se narodila 20. června 1890 jako nejstarší z dvanácti dcer. Rodina byla nemajetná, mimo jiné i kvůli alkoholismu despotického otce. Anna od osmi let pracovala, aby rodině vypomohla. Později se z tohoto prostředí částečně vymanila odchodem do služby a poté, ve čtrnácti letech, do zaměstnání v Jablonci nad Nisou, kde pracovala v kartonážní továrně při ve výrobě krabiček na jabloneckou bižuterii. V tehdy převážně německém Jablonci se seznámila s nerovností sociální i národnostní, připojila se k sociálnědemokratickému hnutí a byla činná jako organizátorka stávek. R. 1912 se odstěhovala do Kolína za manželem Josefem Drahým, zaměstnaným v tamním lihovaru. I manžel byl aktivní v sociálnědemokratickém hnutí, v době prosincové generální stávky v r. 1920 byl několik dní i dělnickým ředitelem lihovaru. Tyto události později popsala Anna Drahá v románu Prosinec. Oba pak patřili k zakládajícím členům Komunistické strany, v době hospodářské krize i okupace žili v Praze. Po válce se rodina přestěhovala do Nové Vsi nad Nisou, do kraje, který si Anna Drahá kdysi oblíbila. Zde žila až do své smrti v r. 1975.

## Dílo
Od roku 1908 uveřejňovala básně a kratší prózy, nejprve v časopisu Stráž Pojizeří, později v řadě dalších periodik (Právo lidu, Rudé právo, Červánky, Ženské noviny, Pestré květy aj.). Šlo jednak o pohádky a básně pro děti, včetně říkadel z Boleslavska – regionu jejího dětství, a jednak o povídky a novely. Z rozsáhlejších prací byla nejúspěšnější její románová prvotina Zápasy. Obraz ze života jabloneckých „škatulářek“ (1928; v reedicích 1957 a 1975 již jen jako Zápasy), podstatně později román Prosinec (1960). I ten má silnou autobiografickou složku a odehrává se na sklonku 10. let 20. století. Dlouho pracovala na rozsáhlém románu Nisa, který vyhrál soutěž děl věnovaných osidlování pohraničí, ale vydání se nakonec nedočkal.
Nevydaných děl zmiňují bibliografie více, např. divadelní hru Svítání a novely Paprsek, Harantova ulice a Fronta na Pražačce.
Význam díla Anny Drahé je především regionální: Zápasy jsou prvním českým románem odehrávajícím se v Jablonci nad Nisou, Prosinec popisuje dobovou situaci na Kolínsku. Kromě toho její dílo přináší také podrobné popisy některých pracovních postupů.